# Martin Laamers
Martin Laamers (Arnhem, 2 agosto 1968 – Arnhem, 19 agosto 2025) è stato un calciatore olandese, di ruolo centrocampista.

## Carriera
Laamers iniziò la carriera nel 1985 tra le file del Wageningen, dove rimase fino al 1989, anno in cui passò al Vitesse, ivi rimasto fino al 1996, anno del trasferimento al KRC Harelbeke. Nel 2000 passò poi al Gent, dove chiuse la carriera nel 2002.
Nel biennio 1989-1990 scese in campo due volte con la Nazionale olandese.